# 21세기 폭스
21세기 폭스 주식회사(영어: 21st Century Fox Inc.)는 미국 뉴욕에 본사를 둔 엔터테인먼트 기업이었다. 구 뉴스 코퍼레이션의 법적 계승자이다.

## 역사
2013년 7월 1일, 기존의 뉴스 코퍼레이션은 언론ㆍ출판부문을 맡는 뉴스 코프와 영화ㆍ방송부문을 맡는 21세기 폭스로 분사되었다.

### 디즈니로 인수 및 해체
2017년 11월 6일, CNBC는 월트 디즈니 컴퍼니가 폭스 방송, 폭스 텔레비전 방송국, 폭스 뉴스 채널, 폭스 스포츠를 제외한 21세기 폭스 자산 대부분을 인수한다는 협상을 보도했다. 하지만 협상이 마무리되지 않은 채 협상이 중단 됐다. CNBC는 10월 10일에 협상이 아직 완전히 중단되지 않았다고 보도했다.
2017년 11월 16일, 컴캐스트, 버라이즌 커뮤니케이션스, 소니가 디즈니에 이어서 인수에 관심있다는 보도를 했다.
2017년 11월 28일, 디즈니와 21세기 폭스의 협상이 재개와 함께, 빠르게 보도했다. Deadline.com의 마이크 플레밍 주니어는 "폭스의 인수에 대해 디즈니는 빠르게 진행하고있다. 내가 들었던 내용은 머독이 스포츠 및 뉴스 자산을 소유하고, 나머지 TV 및 영화 스튜디오는 디즈니로 인수된다는 것이다."
2017년 12월 14일, 원화 56조원에 디즈니가 인수한다고 발표하였다.
2019년 3월 20일 21세기 폭스가 해체되고, 21세기 폭스의 자산(자회사)의 60%센트정도를 디즈니가 완전히 인수했다. 그외에 스카이 UK는 컴캐스트가 인수해 갔으며, 나머지 남은 자회사 및 자산(폭스 브로드캐스팅 컴퍼니, 폭스 뉴스, 폭스 스포츠, 폭스텔레비전)은 폭스 코퍼레이션으로 합쳐졌다.